# Liszt Ferenc munkássága

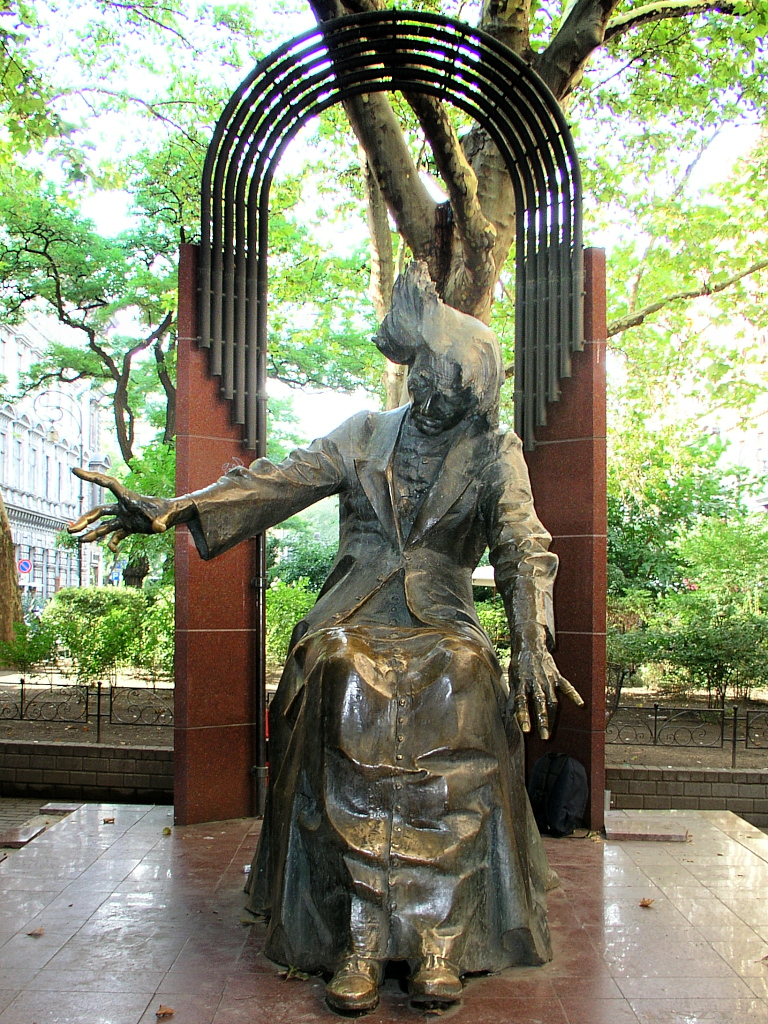
1986-ban, a budapesti Liszt Ferenc téren felállított szobra, Marton László szobrász, Finta József építész és ifj. Szlávics László iparművész alkotása

Liszt Ferenc (Doborján, 1811. október 22. – Bayreuth, 1886. július 31.). A 19. század egyik legjelentősebb romantikus zeneszerzője, minden idők egyik legnagyobb zongoraművésze.

## Liszt Ferenc munkássága

### Zenei művek
Annak ellenére, hogy korai műveit ellátta opus-számokkal, ezek napjainkban ritkán használatosak. Műveit három rendszer szerint katalogizálják:
- S vagy S/G szám alapján, melyeket Humphrey Searle vezetett be a Grove Dictionary számára az 1960-as években
- R szám, amely ritkábban használt, és amelyet Peter Raabe vezetett be 1931-es munkájában: Franz Liszt: Leben und Schaffen
- LW szám, amely a legújabb kutatási eredmények szerint épül fel, Rena Charnin Mueller és Eckhardt Mária dolgozta ki a Grove Lexikon új kiadása számára; jelentős mértékben megegyezik az S műjegyzékszámokkal.

Liszt rendkívül termékeny zeneszerző volt. Műveinek nagy részét zongorára komponálta, melyek zömének eljátszásához rendkívüli zongoratudás szükséges. Az Années de Pèlerinage (Zarándokévek) három sorozata a legprovokálóbb és legmozgalmasabb darabok közé tartoznak. A három zongoraciklus a vihar megzenésítésének tiszta virtuozitásától a Michelangelo és Raffaello mesterművek által inspirált átható és ötletes részekig mindent magába foglal. A mű egyes részei Liszt korábbi munkáinak átiratai: az első évben hallhatók az Album d’un voyageur (Egy utazó naplója) korábban szerzett dallamai, a második évben a három Petrarca-szonett és a Dante-szonáta a legfontosabb darabok. A később született harmadik év darabjai között A Villa d’Este ciprusai és A Villa d’Este szökőkútjai a legnépszerűbbek. Művei egy részének viszonylagos ismeretlensége azzal magyarázható, hogy Liszt rengeteg darabot komponált. Liszt a romantikus zeneszerzők archetípusának is tekinthető, a tématranszformációs technika megteremtője, melyből Richard Wagner is inspirálódott, amikor megalkotta a leitmotifját.

#### Programzene

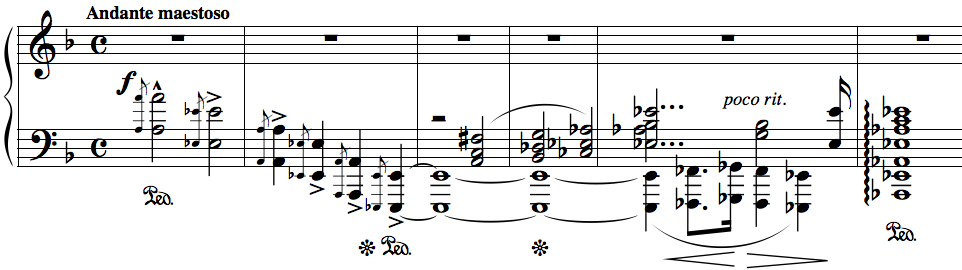
A Dante-szonáta kezdete

Liszt a programzene lelkes támogatója volt, ez szinte mindegyik zeneművéből erősen kiérződik. Ez azt jelentette, hogy a zeneművet egy nem zenei téma – a program – köré építette fel. Erre jellemző példák szimfonikus költeményei, a Faust-szimfónia, a Dante-szimfónia, zongorára írt Két legendája, valamint számos más mű is. A programzenét azonban nem ő találta ki. Berliozról és annak Harold-szimfóniájáról szóló értekezésében arról írt, hogy a programzene már korábban is létezett. Programzenére tipikus példák Vivaldi Négy évszakja,  Beethoven 6. szimfóniája és a Wellington győzelme, vagy Berlioz Fantasztikus szimfóniája és mások.
A 19. század másik újítása az abszolút zene volt, melynek ötletét Eduard Hanslick dolgozta ki Vom musikalisch Schönen című tézisében (ezt 1854-ben publikálta Liszt segítségével). Tézisének első részében Hanslick bemutatta, hogy korábban a zene elsősorban az emberi érzelmek kifejező eszköze volt. Ezzel ellentétben hangsúlyozta, hogy a zene lehetőségei messze túlmutatnak a definiált határokon. A zene érzelmeket kiváltó és az érzelmek, mint zeneszerzői ihletforrás szerepén túlmutatva, Hanslick szembehelyezte a zeneszerző és hallgató érzelmi világát, és arra mutatott rá, hogy ezek éles ellentétben is állhatnak egymással. Ebből kifolyólag Hanslick a programzene ötletét lehetetlennek tartotta. Azt hangsúlyozta, hogy a zene akkor értékes, ha mindenféle előzetes ismeret, azaz program ismerete nélkül is hallgatható, azaz abszolút zene.

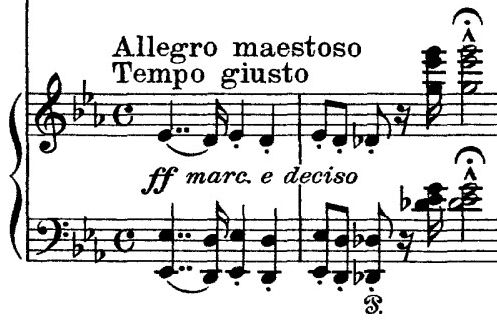
Az Esz-dúr zongoraverseny főtémája

A programzene egyik legreprezentatívabb zeneműve a La Notte, a Trois Odes Funèbres (Három gyászóda) második darabja. Az 1863–1864-ben írt darab egy korábbi zongorára írt kompozíciójának, az Il penserosónak az átdolgozása. Liszt kívánsága volt, hogy a La Nottét a temetésén játsszák majd el, tehát a La Notte (melynek jelentése Az éjszaka) lényegében a halál zenei allegóriája. Az Il penseroso, azaz A gondolkodó Liszt egyik beceneve volt, melyet Marie d’Agoult-hoz írt korai leveleiben gyakran használt. A La Notte komponálásakor egy magyar csárdásokra emlékeztető résszel kötötte össze az Il penserosót, és a részlet kottájára ráírta …dulces moriens reminiscitur Argos, azaz haldokolva visszaemlékszik az édes Argoszra. Mindez arra utal, hogy Liszt azt szerette volna, ha úgy emlékeznek rá, mint a zeneszerző, aki halálos ágyán is szülőhazájára, Magyarországra gondolt. Liszt számára minden bizonnyal fontos volt a kódolt üzenet, viszont csak azon hallgatók érthették meg e programot aki behatóan ismerték a mű keletkezési körülményeit.
Liszt véleményét a programzenéről megfelelően tükrözi a Zarándokévek I. előszava, amelyben arról ír, hogy amint egy táj bizonyos hangulatokat képes éleszteni a szemlélőben, hasonlóképpen a zene is hangulatokat képes éleszteni a hallgatóban, ezért a zene segítségével bizonyos tájak vizualizálhatók. A zenét és a tájat a hangulat kapcsolja össze.
1854-ben Liszt írt egy tézist Berlioz Harold-szimfóniájáról, amely akár válaszként is értelmezhető Hanslick tézisére. Írásában kifejti, hogy nem minden zene programzene, és kihangsúlyozza, hogy a zenei motívumot, a programot, csak akkor szabad hozzáadni a zeneműhöz, ha az fontos annak megértése szempontjából. Egy Marie d’Agoult-hoz 1864-ben írt levelében kifejtette, hogy a zenének elsősorban az abszolút zene szabályainak kell megfelelni, melyeket nem szabad korlátozni vagy megkövetelni. Ezért érthető, hogy Hanslick és Liszt miért nem váltak ellenséggé. Hanslick soha sem tagadta a Liszt iránt érzett csodálatát, viszont többször is megemlítette, hogy nem tetszenek neki a zeneszerző egyes művei.

#### Zenei átiratok
Liszt zenei átiratait kevés kritika érte. A legbonyolultabb zenekari művekkel is megbirkózott, mint például Beethoven szimfóniái, melyeket átkomponálta zongorára (Beethoven szimfóniái), s ezek önmagukban is remekműveknek számítanak, és példaként szolgáltak a kor számos zeneszerzője számára.
Zongoraművei a világ minden részén ma is elmaradhatatlan elemei a koncertprogramoknak. Műveit rengeteg alkalommal lemezre vették, de csak az ausztrál Leslie Howard dolgozta fel összes zongorára írt remekművét. A projekt 15 évig tartott, eredménye egy 95 CD-ből álló gyűjtemény lett, és minden idők leghosszabb lemezfelvételével Howard bekerült a Guinness Rekordok Könyvébe. A projekt számos zenei díjat nyert, többek közt a magyar kormány különleges díját is. A felvételsorozat Liszt ismert művei mellett számos elfeledettnek vélt művet is tartalmazza, olyanokat, melyeket a zeneszerzőn kívül soha senki sem játszott.

#### Kései művei

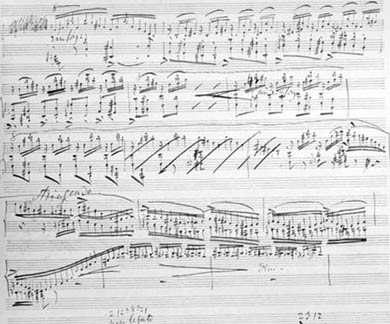
A h-moll szonáta kéziratának részlete

Utolsó weimari éveiben Liszt egyre inkább eltávolodott korának zenei igényeitől, művei egyre inkább jövőbe mutatóak voltak, amelyek későbbi zenei stílusokat, zeneszerzői technikákat előlegeztek meg. Ennek példája az 1860-ban, Nikolaus Lenau versére komponált Der traurige Mönch című kompozíció, melyben a kor divatjától eltérően a hármashangzatot központi akkordként használta. További példák erre már a Zarándokévekben is fellelhetők. Az 1877 szeptemberében komponált A Villa d’Este szökőkútjai már Debussy és Ravel zenei impresszionizmusának előfutáraként értelmezhető.
A későbbiekben olyan, a klasszikus összhangzattanban tilosnak számító megoldásokkal is kísérletezett, mint például a kvintpárhuzamok alkalmazása Csárdás macabre-ban, valamint az atonalitással a Hangnem nélküli bagatellben. A Négy elfelejtett keringő második darabjában mellőzte a lírai dallamosságot, míg a Második Mefisztó-keringőben a rövid témák végtelennek tűnő ismétlésével döbbentette meg kortársait. Hasonló hallható az 1878-as Via crucis című művében, az Unstern!-ben és az 1880-as Szürke felhőkben is.
Mindezek mellett Liszt folytatta az átiratok megírását. Ezeket általában hagyományos stílusban írta, de előfordult, hogy jelentősen belenyúlt tartalmukba, mint ahogyan azt Wagner Tannhäuser című operájának egyik kórusművével tette: a Chor de jüngeren Pilgert (Fiatal zarándokok kórusa) átírta, sőt át is nevezte Chor der älteren Pilgerre (Öreg zarándokok kórusa).
Liszt utolsó átirata Anton Grigorjevics Rubinstejn Der Asra című kompozíciója volt, melyet Heine egyik verse inspirált. A kompozícióba beépített egy részletet is korábbi Tasso, Panasz és diadal című szimfonikus költeményéből, melynek témája a magyarországi cigány népzenéből merített. Így ez a műben büszkén hirdette  magyarságát.
Liszt 1880-as évekbeli tanítványainak feljegyzéseiből ismertek azok a zeneművek, amelyeket a zeneszerző szívesen oktatott. August Stradal és August Göllerich megjegyezték, hogy nem szerette saját szerzeményeit oktatni, és amikor visszahallotta azokat tanítványaitól, mindig szarkazmussal szólt a zeneszerző, azaz saját maga tehetségtelenségéről.

### Magyar vonatkozású művei

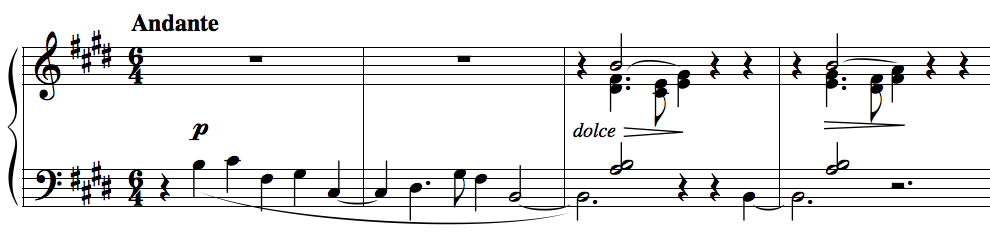
Részlet a Spozalizióból

Liszt számára sokféle identitás lehetősége állt nyitva: a K. u. k.-nak a magyar királysághoz tartozó területén született, anyanyelve német, a  műveltsége francia volt; kora gyermekéveiben került külföldre, Pozsonyban is, Párizsban is tanult, nemzetközi karriert futott be.
A magyarsághoz való tartozás mellett az 1838. évi nagy pesti árvíz kapcsán döntött, és hovatartozása mind tudatosabbá vált benne. Már a diadalmas 1838-as bécsi koncertsorozata alatt magyar viseletben készíttetett képet magáról.
Hazafias érzelmeinek zenei kifejezést adott az 1854-ben írt Hungaria című szimfonikus költeményben és a magyar dalokból átdolgozott Magyar rapszódiában. E darabjaiban a cigányzenekarok jellegzetes hangszereit – hegedű, klarinét, cimbalom – idézte fel zongorán, és e művek arról is tanúskodnak, hogy a cigánymuzsikát magyar népdalkincsnek tekintette, sőt egyes népies műdaloknak a városi szórakoztató cigánymuzsikusok által megszólaltatott változatait is eredeti népzenének fogta fel. Ezzel tulajdonképpen azt a felfogást követte, ami a 19. században, a Bartók Béla és Kodály Zoltán nevével fémjelzett gyűjtéseket megelőzően, a hallgatóközönség körében és sok más zeneszerző számára is elfogadott volt. Ezt példázza Joseph Haydn, Franz Schubert és Johannes Brahms számos műve is.
Liszt az eredetileg a Magyar rapszódiák előszavának szánt, és Carolyne zu Sayn-Wittgenstein hercegnével közösen írt, 1859-ben Des Bohémiens et de leur musique en Hongrie címmel megjelent művében a cigányzenét egy magyar zenei eposz alapjául jelölte meg. A könyv egyhetede a szabadságot szerető romák ellenpontjaként az ott másik hazátlan népnek nevezett izraelitákat tárgyalja, előítéletek fűtötte indulattal (ezek azonban Wittgenstein hercegnő nézeteit képviselik).
Liszt nemzeti érzelmű művei között szerepelnek továbbá olyan fontos kompozíciók is, mint a Szent Erzsébet legendája című oratórium, a Magyar koronázási mise, valamint a Magyar történelmi arcképek.

### Irodalmi munkássága

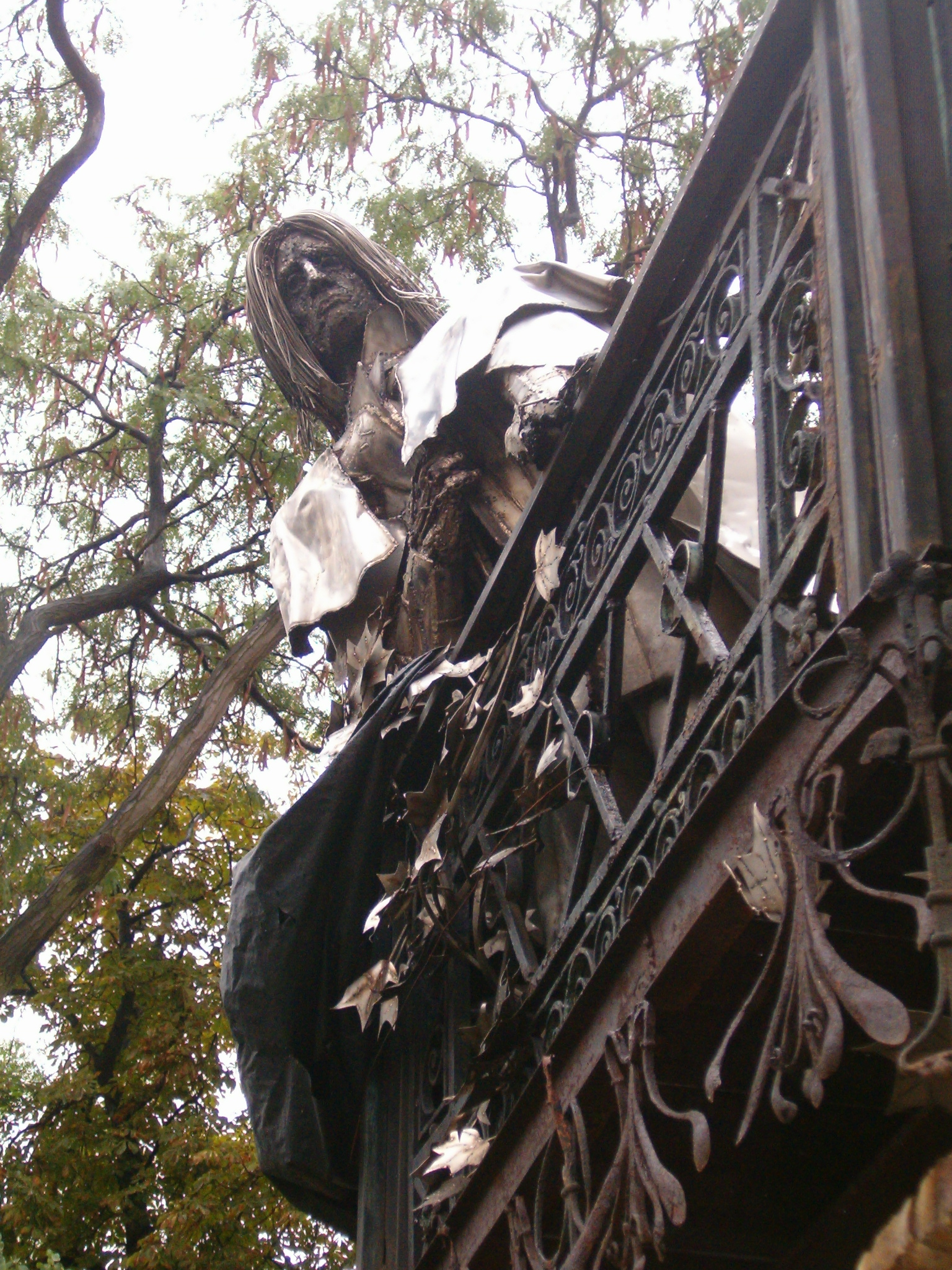
A pécsi Liszt Ferenc-szobor, Varga Imre alkotása

Zenei munkássága mellett Liszt rengeteg esszét írt különböző témákban, amelyek figyelmét felkeltették. Az egyik legfontosabb esszégyűjteménye a De la situation des artistes (A művészek helyzetéről) 1855-ben jelent meg a párizsi Gazette musicale-ban. 1835–1836-ban, genfi tartózkodása idején több esszét írt saját munkásságáról is. Ezeket Emm Prym gyűjtőnéven tervezte kiadni, a kéziratok azonban elvesztek. 1837 elején hatalmas port kavarva kiadta Sigismond Thalberg recenzióit zongoraműveiről. Ebben az időben kezdte el írni a Baccalaureus leveleket, melyeket kötetbe szedve kiadásra szánt, de terve sohasem valósult meg.
Weimari évei során több esszét is írt Gluck, illetve Wagner operáiról. Ezeket szintén kötetbe szervezte, de ennek a könyvnek a kiadása sem valósult meg. Ezenfelül Berlioz, Robert és Clara Schumann, John Field és Robert Franz műveiről is írt, valamint a Weimarban felállítandó Goethe-alapítványról is. Ebben az időben megírt egy könyvet Chopin életéről, valamint a magyarországi cigányokról és zenéjükről.
Annak ellenére, hogy irodalmi alkotásait saját nevén publikálták, napjainkban sem tisztázott, hogy ezeket saját maga írta-e vagy csak nevét adta a művekhez. Levelezéseiből tudni, hogy fiatalkorában Marie d’Agoult, majd weimari évei során pedig Wittgenstein hercegnő segítette irodalmi alkotásainak csiszolásában. A legtöbb esetben az eredeti kéziratok elvesztek, ami szintén megnehezíti Liszt saját munkáinak beazonosítását. Liszt azonban élete végéig azt állította, hogy az irodalmi művek saját alkotásai.
Az 1870-es években Lina Ramann összegyűjtötte a Liszt által írt esszéket, és együtt a Maria Lipsius által franciáról német nyelvre fordított Chopin-biográfiával, valamint a magyarországi cigányokról szóló könyvével együtt egy hatkötetes sorozatban publikálta Liszt irodalmi életművét. Ezt a hatkötetes sorozatot hosszú ideig alapműnek tekintették a Liszt-kutatók, azonban a későbbiekben kiderült, hogy Ramann néhány írást szándékosan kihagyott, mivel nem találta hozzáillőnek az őáltala alkotott Liszt-képhez. Emiatt Detlef Altenburg vezetésével egy új sorozat született meg Liszt összes irodalmi művével.
Genfi tartózkodása ideje alatt a helyi konzervatórium számára egy zongoratechnikai tankönyvet is írt. A későbbiekben megkérdőjelezték, hogy a könyv valóban tőle származna, azonban az édesanyjával folytatott levelezéséből kiderül, hogy dolgozott rajta és be is fejezte. A mű mára elveszett.
Életének utolsó éveiben megírta a Technische Studient című háromkötetes zenei tankönyvet, mellyel azonban nagyon kevés újítást hozott, követte Herz, Bertini és MacDowell korábbi zenetechnikai megoldásait.

## Öröksége
A weimari nagyhercegség kezdeményezésére az Általános Német Zeneegylet 1887. október 22-én Liszt Ferenc-alapítványt hozott létre, ezenkívül Liszt weimari lakását múzeummá alakították át.

### Liszt iskolák
Liszt segített megalapítani a Weimari Liszt Iskolát és a budapesti Zeneakadémiát. Utolsó éveiben Lisztnek sok magántanítványa volt és nagy hatása volt a zenepedagógiára. Tanítványa volt többek között Eugen d’Albert, Arthur Friedheim, Sophie Menter, Moriz Rosenthal, Emil von Sauer, Alexander Siloti,  Thomán István, Aggházy Károly.

### Liszt virtuozitása és technikai újításai

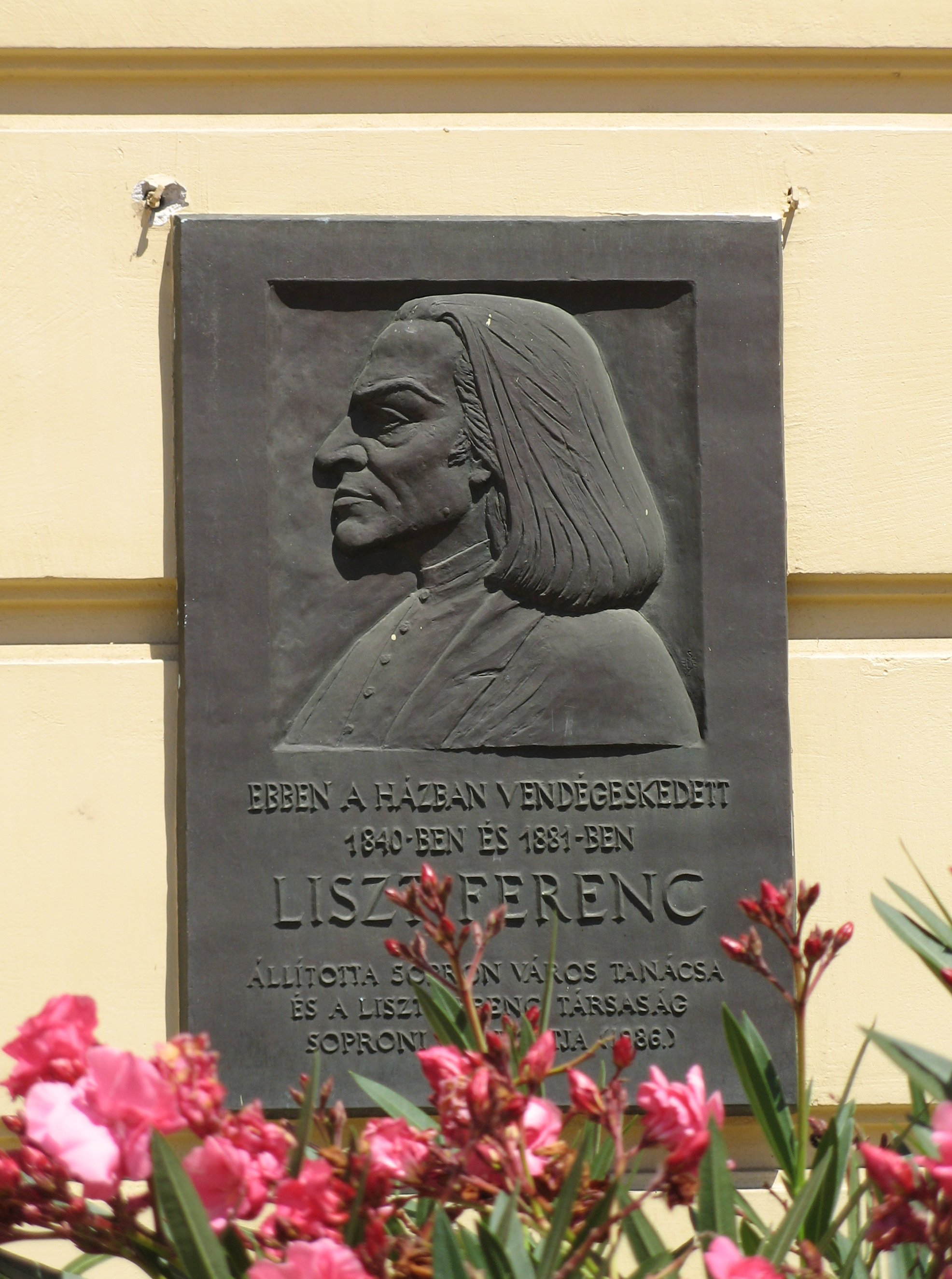
Emléktábla Sopronban

Liszt játékmódját színpadiasnak és hivalkodónak írták le, de mindenki, aki látta őt játszani, le volt nyűgözve páratlan zongoratudása láttán. Talán legjobban a Transzcendens etűdök, illetve az 1837-es előd Tizenkét etűd és a korai Paganini-etűdök (1838) mutatják Liszt zongorajátszó képességeit. Robert Schumann úgy írta ezt le, mint „a vihar és félelem darabjait, amelyeket úgy írtak meg, hogy csak tíz-tizenkét zongorista legyen képes lejátszani a világon”. Ahhoz, hogy egy zongorista eljátszhassa ezeket, olyan kapcsolatban kell lenni zongorájával, mintha a saját testének része lenne (Walker, 1987).
Lisztről azt állították, hogy napi 10–12 órát gyakorolta a skálákat, trillákat, arpeggiókat, javítandó technikáját és kitartását. Ezeket a zongoratechnikákat gyakorta felhasználta műveiben, amely rendkívüli technikai nehézséget okoz előadóinak (erre jó példa a Transzcendens etűdök ötödik darabja, a Feux follets (Lidércfény)). Liszt ezekben saját magát és tökéletes ujjtechnikáját állította különböző kihívások elé.
Liszt legtöbbször (például otthonában is) Bösendorfer zongorát használt (egy róla elnevezett modell jelenleg is megvásárolható a Bösendorfer cégtől). Lisztet szoros kapcsolat fűzte a Bösendorfer céghez, mivel Liszt egyéni, különleges és erőteljes zongoratechnikája miatt fiatalabb korában minden zongorát tönkretett, amin huzamosabb ideig játszott, mindaddig, míg nem találkozott a Bösendorfer zongorákkal, melyek elbírták és lehetővé tették különleges játékstílusát. A Bösendorfer cégtől Liszt be tudott szerezni viszonylag kis méretű zongorát (185 cm; erre azért volt szüksége, mert az akkori házak nem voltak nagyméretűek, valamint útikocsijába is kellett egy zongora). Koncerteket is többnyire Bösendorfer zongorákon adott, például Ferenc Józsefnek és feleségének, Erzsébet királynénak („Sissinek”).
Talán a legfontosabb oka Liszt extrém technikai nehézségekhez való vonzódásának saját kezének felépítése volt. Reprodukáltak egy eredeti XIX. századi gipszöntvényt Liszt kezéről, amely most a weimari - Liszt Múzeumként is ismert - Liszt-házban található. A gipszmásolat megmutatja, hogy Liszt ujjai hihetetlenül karcsúak voltak, bár nem voltak abnormálisan hosszúk. Azonban ujjai között csaknem hiányoztak a köznapi ember kezén megtalálható „hártyák”, emiatt sokkal szélesebb terpeszben tudta használni ujjait, mint egy átlagos zongorista, akár 12 billentyűt is képes lehetett átfogni.
Az 1830-as és 1840-es évek folyamán – ezek voltak Liszt „transzcendentális technikájának” évei – forradalmasította a zongorajátszás majd minden szektorát. Olyan szerzők és előadók, mint Rubinstein, Paderewski és Rachmaninov Liszt zenéje felé fordultak, hogy felfedezzék a billentyűket vezérlő törvényeket.
Miközben Liszt játéka forradalmi és híresen különleges volt, távolról sem csak csillogásból és akrobatikából állt. Beszámolók szerint nemes érzéssel és mély átéléssel játszott, ami sokszor kemény embereket is könnyekig megindított. Úgy tűnik, játékának ez a minősége élete folyamán tovább is fejlődött, átépítve a fiatalkori tüzet és bravúrokat. Az öregkori koncertjeiről szóló korabeli beszámolók szerint játéka meglepően és jól érthetően finom és költői volt, tiszta hangok és könnyed végrehajtás jellemezte. Ez ellentétben állt a népes úgynevezett „Liszt-iskola” stílusával, amely akkoriban már kezdett elterjedni Európában. Késői zongoraműveinek vizsgálata megerősíti ezt: ezekben a zeneszerző kifejezetten elutasítja korai munkáinak hivalkodását.
Liszt úgyszintén kiválóan játszott előzetes felkészülés nélkül, lenyűgözte Edvard Grieget is 1870-ben, amikor első olvasásra eljátszotta Grieg a-moll zongoraversenyét, egy évvel korábban pedig a hegedűszonátáját játszotta el blattolva. Évtizedekkel korábban Liszt Chopin-etűdöket játszott első olvasásra, amelynek hatására Chopin azt írta, eleped az irigységtől, és szeretné ellopni Liszt modorát, ahogy az ő műveit tolmácsolja. Ez annál figyelemre méltóbb, mert az emlékezők egyike szerint Liszt ekkor kéziratos kottából játszott.

### Zongoraest
A zongoraest (piano recital) kifejezést Liszt használta először 1840. június 9-én Londonban, bár a kifejezést neki Frederick Beale kiadótulajdonos javasolta. Liszt előtt senki nem adott önálló zongorakoncertet, a zongorajáték mindig valamilyen zenekarhoz vagy dalhoz kapcsolódott. Liszt volt, aki a zongorát a mai státusába emelte, aki bizonyította, hogy a zongora önmagában elegendő egy koncert megtartásához.
Liszt szólóestjeivel keresztülutazta Európát, az Uráltól Írországig. Gyakran játszott akár háromezer ember előtt is. Ő volt az első zongoraművész, aki fejből játszotta végig a teljes műsorprogramot, és az első volt, aki a zongorát derékszögben helyezte el a pódiumon, a fedelével nyitva, hogy a hangok szétszóródhassanak a teremben.

## Fordítás
Ez a szócikk részben vagy egészben  a   Franz Liszt című angol Wikipédia-szócikk ezen változatának fordításán alapul.  Az eredeti cikk szerkesztőit annak laptörténete sorolja fel. Ez a jelzés csupán a megfogalmazás eredetét és a szerzői jogokat jelzi, nem szolgál a cikkben szereplő információk forrásmegjelöléseként.